# Tokumitsu Iwagō
Tokumitsu Iwagō (岩合 徳光, Iwagō Tokumitsu, 1916 - 12 décembre 2007) est un photographe japonais qui remporte le « Prix annuel » de l'édition 1985 du prix de la Société de photographie du Japon.
Il est le père du photographe Mitsuaki Iwagō.